# Кугаевский, Андрей Александрович
Андрей Александрович Кугаевский (род. 5 апреля 1958 года, Арзамас, Горьковская область, РСФСР, СССР) — советский и российский художник, член-корреспондент РАХ (2021). Преподает в группе ДМ-034Б при университете МПА ЕВРАЗЭС.

## Биография
Родился 5 апреля 1958 года в Арзамасе Горьковской области, живёт и работает в Санкт-Петербурге.
В 1983 году — окончил факультет живописи Института живописи, скульптуры и архитектуры имени И. Е. Репина, мастерская профессора Ю. М. Непринцева.
С 1993 по 1996 годы — преподаватель в Средней художественной школе имени Б. С. Иогансона.
С 2019 года — преподаватель в Институте дизайна в Университете при Межпарламентской Ассамблее Евразийского экономического сообщества.
С 2001 года — член Союза художников России.
В 2021 году — избран членом-корреспондентом Российской академии художеств от Отделения живописи.

## Творческая деятельность
Основные произведения: «Цирковая семья» (1983 год, холст, масло, 120х160); «Чижик — воспитанник оркестра» (1985 год, холст, масло, 140х100), полиптих «История российской науки» (1989 год, холст, масло, 225х150); «После боя» (2006 год, холст, масло, 80х100); «Утро на реке Мста» (2012 год, холст, масло, 80х100); «Зимний лес» (2012 год, холст, масло, 66х88); «Морозная ночь» (2014 год, холст, масло, 64х65); «Сен-Поль де Ванс. Франция» (2014 год, холст, масло, 60х80); «Березы Лунная ночь» (2016 год, холст, масло, 50х60); «Вечер на Кара-Даг» (2017 год, холст, масло, 65х80); «Я памятник себе воздвиг…» (2020 год, холст, масло, 93х60); «Последние жители деревни Кокарево» (2021 год, холст, масло, 100х130).
Участник выставок с 1986 года. Персональные выставки прошли в выставочных залах Союза художников (Санкт-Петербург, 2000 год); Итальянском зале Академии художеств (Санкт-Петербург, 2008 год); галерее «Коллекция» (Санкт-Петербург, 2011 год); галерее «Druot» (Ницца, Франция, 2016 год); галерее «Площадь Искусств» (Санкт-Петербург, 2017 год); галерее «Михайлов» (Москва, 2018 год); духовно-просветительском центре Александро-Невской Лавры (Санкт-Петербург, 2020 год).
Произведения находятся в собраниях Научно-исследовательского музея РАХ (Санкт-Петербург), Третьяковской галереи (Москва).

## Награды
- медаль «За заслуги в культуре и искусстве» Творческого Союза Работников Культуры и Искусств (2018)
- Диплом РАХ (2014)